# François de la Chaise
François de la Chaise (25 d'agost de 1624 – 20 de gener de 1709) va ser un clergue jesuïta, el pare confessor del rei Lluís XIV de França.

## Biografia
François de la Chaise nasqué al Château d'Aix a (Aix-la-Fayette, Puy-de-Dôme), fill de Georges d'Aix, seigneur de La Chaise, i de Renée de Rochefort.
Per part de mare era renebot de Pierre Coton, el confessor de Henry IV de França. Va fer classes de filosofia i per això, es va fer famós a tota França.
Per recomanació de Camille de Villeroy, arquebisbe de Lió, de la Chaise va ser proposat el 1674 com a confessor de Lluís XIV. Aquest confessor amb la influència de Madame de Maintenon va induir el rei a trencar la seva relació amb Madame de Montespan.

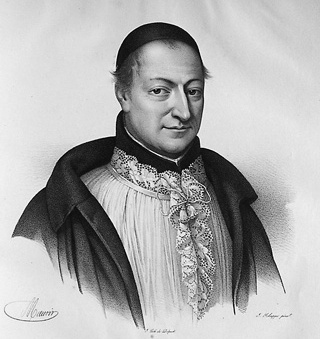
François de La Chaise (1624–1709).

El matrimoni de Louis XIV i Madame de Maintenon es va celebrar amb la seva presència al Palau de Versailles. En la disputa gal·licana, de la Chaise vadonar suport a la prerrogativa reial. Va ser en gran part responsable de la revocació de l'Edicte de Nantes de 1598, que havia garantit la llibertat de religió als hugonots. Amb la revocació, va començar una nova ona de violència contra els protestants. Lluís XIV aplicava, inspirat per seu confessor, el principi «una fe, una llei, un rei» o cuius regio, eius religio.
Respecte el jansenisme, de la Chaise va mantenir l'afecte per a Fénelon, fins i tot quan el papa va condemnar les seves Maximes.

## Llegat
El nom de François de la Chaise està unit a la casa de la Societat de Jesús aleshores fora dels límits de París on ell hi va viure. El 1804 Napoleó hi va establir el Cementiri Père Lachaise.